# KNVB Beker 2015/16 (vrouwen)
De 36e editie van de KNVB Beker voor vrouwen ging op 18 augustus 2015 van start met de groepsfase en eindigde op 28 mei 2016 met de finale. In de achtste finale stroomden de Eredivisie-teams in en begon tevens de knock-outfase.
In de finale kwamen ADO Den Haag, tweevoudig bekerwinnaar (2012, 2013) en Ajax, bekerwinnaar in 2014, verliezend finalist in 2015, tegen elkaar uit. ADO zegevierde in de in eigen stadion gespeelde wedstrijd met 1-0.
Districtsbekers
De zes districtbekerwinnaars (KNVB Beker Categorie A) van dit seizoen waren SC Stiens (Noord), ASC '62 (Oost), Sporting '70 (West I), FC Rijnvogels (West II), SV Smerdiek (Zuid I) en VV Nooit Gedacht (Zuid II).

## Landelijke beker
Opzet
Deze editie van de KNVB Beker voor vrouwen begon met de groepsfase van tweeëntwintig poules. Vanaf de eerste tussenronde volgde de knock-outfase.

### Deelnemers
Er namen dit seizoen 94 clubteams deel. Zeven clubs uit de Eredivisie en 87 amateurverenigingen uit de landelijke competities in de Topklasse, Hoofdklasse en Eerste klasse.
| Competitie            | Clubs                   | Clubs                      | Clubs            | Clubs                   |
| --------------------- | ----------------------- | -------------------------- | ---------------- | ----------------------- |
| Eredivsie             | ADO Den Haag            | Ajax                       | sc Heerenveen    | PSV                     |
| Eredivsie             | PEC Zwolle              | FC Twente                  | SC Telstar VVNH  |                         |
| Topklasse             | ASV Wartburgia          | SV Saestum                 | DTS Ede          | SC Buitenveldert        |
| Topklasse             | Ter Leede               | BVV Barendrecht            | VV Eldenia       | S.V. Fortuna Wormerveer |
| Topklasse             | VV Heerenveen           | RKHVV                      | EVV Eindhoven AV | Fortuna '54             |
| Hoofdklasse zaterdag  | Jong ADO Den Haag       | Vv SSS                     | Ter Leede II     | Jong PEC Zwolle         |
| Hoofdklasse zaterdag  | Be Quick '28            | RCL                        | RVVH             | Jong FC Twente          |
| Hoofdklasse zaterdag  | RKVV DSS                | VIOD                       | VV Reiger Boys   | GSVV The Knickerbockers |
| Hoofdklasse zaterdag  | Oranje Nassau Groningen | Odysseus '91               |                  |                         |
| Hoofdklasse zondag    | SC Woezik               | Victoria Boys              | FC Berghuizen    | RKSV Prinses Irene      |
| Hoofdklasse zondag    | VV DSE                  | VV 't Zandt                | SV Someren       | FC Gelre                |
| Hoofdklasse zondag    | RKSV Nuenen             | SC Buitenveldert II        | VV Bavel         | RKDEO                   |
| Eerste klasse Groep A | VV IJzendijke           | Sporting '70               | SteDoCo          | RKVV DSS II             |
| Eerste klasse Groep A | FC Rijnvogels           | SC Klarenbeek              | VV Rhoon         | SV Saestum II           |
| Eerste klasse Groep A | SVS Capelle             | ASV Wartburgia II          | CVV Zwervers     | SV Smerdiek             |
| Eerste klasse Groep A | VV UDO                  |                            |                  |                         |
| Eerste klasse Groep B | ASC '62                 | Heerenveense Boys          | Be Quick '28 II  | SC Stiens               |
| Eerste klasse Groep B | HTC                     | Oranje Nassau Groningen II | AZSV             | VV Bruchterveld         |
| Eerste klasse Groep B | MSC                     | ONS Sneek                  | SC Genemuiden    | Be Quick Dokkum         |
| Eerste klasse Groep B | Lycurgus                |                            |                  |                         |
| Eerste klasse Groep C | OVV '67                 | VV Maarssen                | WVC              | R.S.V. Antibarbari      |
| Eerste klasse Groep C | RKVV Velsen             | RKSV BSC                   | VV Hoogland      | VV Baronie              |
| Eerste klasse Groep C | SDO Bussum              | VV SJC                     | FC Purmerend     |                         |
| Eerste klasse Groep D | Vv Trekvogels           | VV Amstenrade              | Venlosche Boys   | SV Venray               |
| Eerste klasse Groep D | VV Nooit Gedacht        | VDZ                        | SDOUC            | SSS'18                  |
| Eerste klasse Groep D | DAW                     | DVC'26                     | RKHVV II         | Fortuna '54 II          |

Legenda
| Kleur | Resultaat                           |
| ----- | ----------------------------------- |
|       | Winnaar                             |
|       | Verliezend finalist                 |
|       | Uitgeschakeld in de halve finales   |
|       | Uitgeschakeld in de kwartfinales    |
|       | Uitgeschakeld in de achtste finales |
|       | Uitgeschakeld in de 2e ronde        |
|       | Uitgeschakeld in de 1e ronde        |
|       | Uitgeschakeld in de tussenronde     |
|       | Uitgeschakeld in de groepsfase      |

### Wedstrijden

#### Groepsfase
Speeldata
| Fase       | Ronde      | speeldata                                  |
| ---------- | ---------- | ------------------------------------------ |
| Groepsfase | Speeldag 1 | 18, 22, 23, 29 augustus en 8 september     |
| Groepsfase | Speeldag 2 | 20, 22, 25, 26 augustus, 1 en 16 september |
| Groepsfase | Speeldag 3 | 25, 26, 28, 29, 30 augustus en 1 september |

Legenda
| # | Reden                                        |
| - | -------------------------------------------- |
|   | Heeft zich geplaatst voor de volgende ronde. |

Groep 1
| # | Club              | Wedstrijden | Wedstrijden | Wedstrijden | Wedstrijden | Doelpunten | Doelpunten | Doelpunten | Punten |
| - | ----------------- | ----------- | ----------- | ----------- | ----------- | ---------- | ---------- | ---------- | ------ |
| # | Club              | G           | W           | G           | V           | V          | T          | Saldo      | Punten |
| 1 | BVV Barendrecht   | 2           | 1           | 0           | 1           | 6          | 3          | +3         | 3      |
| 2 | Jong ADO Den Haag | 2           | 1           | 0           | 1           | 6          | 6          | 0          | 3      |
| 3 | WVC               | 2           | 1           | 0           | 1           | 5          | 8          | −3         | 3      |
| 4 | VV Rhoon          | 0           | 0           | 0           | 0           | 0          | 0          | 0          | 0      |

* VV Rhoon trok zich terug;
Groep 2
| # | Club             | Wedstrijden | Wedstrijden | Wedstrijden | Wedstrijden | Doelpunten | Doelpunten | Doelpunten | Punten |
| - | ---------------- | ----------- | ----------- | ----------- | ----------- | ---------- | ---------- | ---------- | ------ |
| # | Club             | G           | W           | G           | V           | V          | T          | Saldo      | Punten |
| 1 | SC Buitenveldert | 3           | 3           | 0           | 0           | 23         | 0          | +23        | 9      |
| 2 | Odysseus '91     | 3           | 1           | 1           | 1           | 6          | 5          | +1         | 4      |
| 3 | SV Saestum II    | 3           | 1           | 1           | 1           | 5          | 9          | −4         | 4      |
| 4 | VV Hoogland      | 3           | 0           | 0           | 3           | 0          | 20         | −20        | 0      |

Groep 3
| # | Club     | Wedstrijden | Wedstrijden | Wedstrijden | Wedstrijden | Doelpunten | Doelpunten | Doelpunten | Punten |
| - | -------- | ----------- | ----------- | ----------- | ----------- | ---------- | ---------- | ---------- | ------ |
| # | Club     | G           | W           | G           | V           | V          | T          | Saldo      | Punten |
| 1 | DTS Ede  | 3           | 3           | 0           | 0           | 24         | 2          | +22        | 9      |
| 2 | FC Gelre | 3           | 2           | 0           | 1           | 9          | 13         | −4         | 6      |
| 3 | ASC '62  | 3           | 1           | 0           | 2           | 8          | 12         | −4         | 3      |
| 4 | DVC'26   | 3           | 0           | 0           | 3           | 6          | 20         | −14        | 0      |

Groep 4
| # | Club         | Wedstrijden | Wedstrijden | Wedstrijden | Wedstrijden | Doelpunten | Doelpunten | Doelpunten | Punten |
| - | ------------ | ----------- | ----------- | ----------- | ----------- | ---------- | ---------- | ---------- | ------ |
| # | Club         | G           | W           | G           | V           | V          | T          | Saldo      | Punten |
| 1 | Be Quick '28 | 3           | 3           | 0           | 0           | 14         | 2          | +12        | 9      |
| 2 | HTC          | 3           | 1           | 1           | 1           | 5          | 9          | −4         | 4      |
| 3 | VV Eldenia   | 3           | 1           | 0           | 3           | 7          | 8          | −1         | 3      |
| 4 | RKHVV II     | 3           | 0           | 1           | 2           | 2          | 9          | −7         | 1      |

Groep 5
| # | Club             | Wedstrijden | Wedstrijden | Wedstrijden | Wedstrijden | Doelpunten | Doelpunten | Doelpunten | Punten |
| - | ---------------- | ----------- | ----------- | ----------- | ----------- | ---------- | ---------- | ---------- | ------ |
| # | Club             | G           | W           | G           | V           | V          | T          | Saldo      | Punten |
| 1 | VV IJzendijke    | 3           | 2           | 1           | 0           | 11         | 6          | +5         | 7      |
| 2 | EVV Eindhoven AV | 3           | 2           | 0           | 1           | 14         | 4          | +10        | 6      |
| 3 | VV 't Zandt      | 3           | 1           | 1           | 1           | 10         | 9          | +1         | 4      |
| 4 | RKSV BSC         | 3           | 0           | 0           | 3           | 1          | 17         | −16        | 0      |

Groep 6
| # | Club                    | Wedstrijden | Wedstrijden | Wedstrijden | Wedstrijden | Doelpunten | Doelpunten | Doelpunten | Punten |
| - | ----------------------- | ----------- | ----------- | ----------- | ----------- | ---------- | ---------- | ---------- | ------ |
| # | Club                    | G           | W           | G           | V           | V          | T          | Saldo      | Punten |
| 1 | S.V. Fortuna Wormerveer | 3           | 2           | 1           | 0           | 8          | 1          | +7         | 7      |
| 2 | ASV Wartburgia II       | 3           | 2           | 1           | 0           | 4          | 1          | +3         | 7      |
| 3 | VV Reiger Boys          | 3           | 1           | 0           | 2           | 6          | 7          | −1         | 3      |
| 4 | FC Purmerend            | 3           | 0           | 0           | 3           | 3          | 12         | −9         | 0      |

Groep 7
| # | Club                    | Wedstrijden | Wedstrijden | Wedstrijden | Wedstrijden | Doelpunten | Doelpunten | Doelpunten | Punten |
| - | ----------------------- | ----------- | ----------- | ----------- | ----------- | ---------- | ---------- | ---------- | ------ |
| # | Club                    | G           | W           | G           | V           | V          | T          | Saldo      | Punten |
| 1 | Oranje Nassau Groningen | 3           | 3           | 0           | 0           | 6          | 2          | +4         | 9      |
| 2 | VV Heerenveen           | 3           | 2           | 0           | 1           | 4          | 2          | +2         | 6      |
| 3 | Heerenveense Boys       | 3           | 1           | 0           | 2           | 5          | 5          | 0          | 3      |
| 4 | Be Quick Dokkum         | 3           | 0           | 0           | 3           | 2          | 8          | −6         | 0      |

Groep 8
| # | Club      | Wedstrijden | Wedstrijden | Wedstrijden | Wedstrijden | Doelpunten | Doelpunten | Doelpunten | Punten |
| - | --------- | ----------- | ----------- | ----------- | ----------- | ---------- | ---------- | ---------- | ------ |
| # | Club      | G           | W           | G           | V           | V          | T          | Saldo      | Punten |
| 1 | RKHVV     | 3           | 3           | 0           | 0           | 13         | 2          | +11        | 9      |
| 2 | SC Woezik | 3           | 2           | 0           | 1           | 11         | 5          | +6         | 6      |
| 3 | AZSV      | 3           | 1           | 0           | 2           | 5          | 5          | 0          | 3      |
| 4 | SDOUC     | 3           | 0           | 0           | 3           | 0          | 17         | −17        | 0      |

Groep 9
| # | Club         | Wedstrijden | Wedstrijden | Wedstrijden | Wedstrijden | Doelpunten | Doelpunten | Doelpunten | Punten |
| - | ------------ | ----------- | ----------- | ----------- | ----------- | ---------- | ---------- | ---------- | ------ |
| # | Club         | G           | W           | G           | V           | V          | T          | Saldo      | Punten |
| 1 | SV Saestum   | 3           | 3           | 0           | 0           | 13         | 0          | +13        | 9      |
| 2 | RKVV DSS     | 3           | 2           | 0           | 1           | 4          | 4          | 0          | 6      |
| 3 | Sporting '70 | 3           | 1           | 0           | 2           | 6          | 7          | −1         | 3      |
| 4 | RKVV Velsen  | 3           | 0           | 0           | 3           | 0          | 12         | −12        | 0      |

Groep 10
| # | Club          | Wedstrijden | Wedstrijden | Wedstrijden | Wedstrijden | Doelpunten | Doelpunten | Doelpunten | Punten |
| - | ------------- | ----------- | ----------- | ----------- | ----------- | ---------- | ---------- | ---------- | ------ |
| # | Club          | G           | W           | G           | V           | V          | T          | Saldo      | Punten |
| 1 | RCL           | 3           | 2           | 0           | 1           | 6          | 11         | −5         | 6      |
| 2 | Ter Leede     | 3           | 1           | 2           | 0           | 9          | 1          | +8         | 5      |
| 3 | FC Rijnvogels | 3           | 1           | 1           | 1           | 9          | 3          | +6         | 4      |
| 4 | VV SJC        | 3           | 0           | 1           | 2           | 0          | 9          | −9         | 1      |

Groep 11
| # | Club                | Wedstrijden | Wedstrijden | Wedstrijden | Wedstrijden | Doelpunten | Doelpunten | Doelpunten | Punten |
| - | ------------------- | ----------- | ----------- | ----------- | ----------- | ---------- | ---------- | ---------- | ------ |
| # | Club                | G           | W           | G           | V           | V          | T          | Saldo      | Punten |
| 1 | ASV Wartburgia      | 3           | 3           | 0           | 0           | 23         | 2          | +21        | 9      |
| 2 | SC Buitenveldert II | 3           | 2           | 0           | 1           | 12         | 6          | +6         | 6      |
| 3 | RKVV DSS II         | 3           | 1           | 0           | 2           | 10         | 4          | +6         | 3      |
| 4 | SDO Bussum          | 3           | 0           | 0           | 3           | 1          | 34         | −33        | 0      |

Groep 12
| # | Club           | Wedstrijden | Wedstrijden | Wedstrijden | Wedstrijden | Doelpunten | Doelpunten | Doelpunten | Punten |
| - | -------------- | ----------- | ----------- | ----------- | ----------- | ---------- | ---------- | ---------- | ------ |
| # | Club           | G           | W           | G           | V           | V          | T          | Saldo      | Punten |
| 1 | Fortuna '54    | 3           | 3           | 0           | 0           | 11         | 1          | +12        | 9      |
| 2 | SV Venray      | 3           | 2           | 0           | 1           | 10         | 3          | +7         | 6      |
| 3 | Venlosche Boys | 3           | 1           | 0           | 2           | 2          | 5          | −3         | 3      |
| 4 | SSS'18         | 3           | 0           | 0           | 3           | 2          | 16         | −14        | 0      |

Groep 13
| # | Club            | Wedstrijden | Wedstrijden | Wedstrijden | Wedstrijden | Doelpunten | Doelpunten | Doelpunten | Punten |
| - | --------------- | ----------- | ----------- | ----------- | ----------- | ---------- | ---------- | ---------- | ------ |
| # | Club            | G           | W           | G           | V           | V          | T          | Saldo      | Punten |
| 1 | Jong FC Twente  | 3           | 3           | 0           | 0           | 20         | 0          | +20        | 9      |
| 2 | SC Klarenbeek   | 3           | 2           | 0           | 1           | 8          | 2          | +6         | 6      |
| 3 | FC Berghuizen   | 3           | 1           | 0           | 2           | 4          | 15         | −11        | 3      |
| 4 | VV Bruchterveld | 3           | 0           | 0           | 3           | 1          | 6          | −15        | 0      |

Groep 14
| # | Club            | Wedstrijden | Wedstrijden | Wedstrijden | Wedstrijden | Doelpunten | Doelpunten | Doelpunten | Punten |
| - | --------------- | ----------- | ----------- | ----------- | ----------- | ---------- | ---------- | ---------- | ------ |
| # | Club            | G           | W           | G           | V           | V          | T          | Saldo      | Punten |
| 1 | Jong PEC Zwolle | 3           | 2           | 1           | 0           | 13         | 3          | +10        | 7      |
| 2 | Be Quick '28 II | 3           | 1           | 2           | 0           | 4          | 3          | +1         | 5      |
| 3 | Victoria Boys   | 3           | 1           | 0           | 2           | 5          | 9          | −4         | 3      |
| 4 | VDZ             | 3           | 0           | 1           | 2           | 4          | 11         | −7         | 1      |

Groep 15
| # | Club                    | Wedstrijden | Wedstrijden | Wedstrijden | Wedstrijden | Doelpunten | Doelpunten | Doelpunten | Punten |
| - | ----------------------- | ----------- | ----------- | ----------- | ----------- | ---------- | ---------- | ---------- | ------ |
| # | Club                    | G           | W           | G           | V           | V          | T          | Saldo      | Punten |
| 1 | GSVV The Knickerbockers | 3           | 3           | 0           | 0           | 10         | 0          | +10        | 9      |
| 2 | MSC                     | 3           | 2           | 0           | 1           | 11         | 3          | +8         | 6      |
| 3 | SC Genemuiden           | 3           | 1           | 0           | 2           | 6          | 12         | −6         | 3      |
| 4 | Lycurgus                | 3           | 0           | 0           | 3           | 5          | 17         | −12        | 0      |

Groep 16
| # | Club          | Wedstrijden | Wedstrijden | Wedstrijden | Wedstrijden | Doelpunten | Doelpunten | Doelpunten | Punten |
| - | ------------- | ----------- | ----------- | ----------- | ----------- | ---------- | ---------- | ---------- | ------ |
| # | Club          | G           | W           | G           | V           | V          | T          | Saldo      | Punten |
| 1 | RVVH          | 3           | 3           | 0           | 0           | 19         | 0          | +19        | 9      |
| 2 | CVV Zwervers  | 3           | 1           | 1           | 1           | 2          | 2          | 0          | 4      |
| 3 | Vv Trekvogels | 3           | 1           | 0           | 2           | 2          | 13         | −11        | 3      |
| 4 | DAW           | 3           | 0           | 1           | 2           | 2          | 10         | −8         | 1      |

Groep 17
| # | Club               | Wedstrijden | Wedstrijden | Wedstrijden | Wedstrijden | Doelpunten | Doelpunten | Doelpunten | Punten |
| - | ------------------ | ----------- | ----------- | ----------- | ----------- | ---------- | ---------- | ---------- | ------ |
| # | Club               | G           | W           | G           | V           | V          | T          | Saldo      | Punten |
| 1 | Vv SSS             | 3           | 2           | 1           | 0           | 17         | 2          | +15        | 7      |
| 2 | VV Bavel           | 3           | 2           | 1           | 0           | 14         | 4          | +10        | 7      |
| 3 | R.S.V. Antibarbari | 3           | 1           | 0           | 2           | 2          | 18         | −16        | 3      |
| 4 | SVS Capelle        | 3           | 0           | 0           | 3           | 1          | 10         | −9         | 0      |

Groep 18
| # | Club         | Wedstrijden | Wedstrijden | Wedstrijden | Wedstrijden | Doelpunten | Doelpunten | Doelpunten | Punten |
| - | ------------ | ----------- | ----------- | ----------- | ----------- | ---------- | ---------- | ---------- | ------ |
| # | Club         | G           | W           | G           | V           | V          | T          | Saldo      | Punten |
| 1 | Ter Leede II | 3           | 3           | 0           | 0           | 13         | 5          | +8         | 9      |
| 2 | VV Maarssen  | 3           | 2           | 0           | 1           | 14         | 9          | +5         | 6      |
| 3 | RKDEO        | 3           | 1           | 0           | 2           | 6          | 5          | +1         | 3      |
| 4 | VV UDO       | 3           | 0           | 0           | 3           | 2          | 16         | −14        | 0      |

Groep 19
| # | Club                       | Wedstrijden | Wedstrijden | Wedstrijden | Wedstrijden | Doelpunten | Doelpunten | Doelpunten | Punten |
| - | -------------------------- | ----------- | ----------- | ----------- | ----------- | ---------- | ---------- | ---------- | ------ |
| # | Club                       | G           | W           | G           | V           | V          | T          | Saldo      | Punten |
| 1 | VIOD                       | 3           | 3           | 0           | 0           | 16         | 1          | +15        | 9      |
| 2 | ONS Sneek                  | 3           | 1           | 0           | 2           | 2          | 5          | −3         | 3      |
| 3 | SC Stiens                  | 3           | 1           | 0           | 2           | 4          | 8          | −4         | 3      |
| 4 | Oranje Nassau Groningen II | 3           | 1           | 0           | 2           | 3          | 11         | −8         | 3      |

Groep 20
| # | Club             | Wedstrijden | Wedstrijden | Wedstrijden | Wedstrijden | Doelpunten | Doelpunten | Doelpunten | Punten |
| - | ---------------- | ----------- | ----------- | ----------- | ----------- | ---------- | ---------- | ---------- | ------ |
| # | Club             | G           | W           | G           | V           | V          | T          | Saldo      | Punten |
| 1 | RKSV Nuenen      | 3           | 2           | 1           | 0           | 6          | 2          | +4         | 7      |
| 2 | SV Someren       | 3           | 1           | 2           | 0           | 8          | 5          | +3         | 5      |
| 3 | VV Nooit Gedacht | 3           | 1           | 1           | 1           | 8          | 8          | 0          | 4      |
| 4 | OVV '67          | 3           | 0           | 0           | 3           | 5          | 12         | −7         | 0      |

Groep 21
| # | Club               | Wedstrijden | Wedstrijden | Wedstrijden | Wedstrijden | Doelpunten | Doelpunten | Doelpunten | Punten |
| - | ------------------ | ----------- | ----------- | ----------- | ----------- | ---------- | ---------- | ---------- | ------ |
| # | Club               | G           | W           | G           | V           | V          | T          | Saldo      | Punten |
| 1 | RKSV Prinses Irene | 3           | 2           | 0           | 1           | 12         | 5          | +7         | 6      |
| 2 | VV Amstenrade      | 3           | 2           | 0           | 1           | 5          | 8          | −3         | 6      |
| 3 | VV Baronie         | 3           | 1           | 0           | 2           | 2          | 3          | −1         | 3      |
| 4 | Fortuna '54 II     | 3           | 1           | 0           | 2           | 3          | 6          | −3         | 3      |

Groep 22
| # | Club        | Wedstrijden | Wedstrijden | Wedstrijden | Wedstrijden | Doelpunten | Doelpunten | Doelpunten | Punten |
| - | ----------- | ----------- | ----------- | ----------- | ----------- | ---------- | ---------- | ---------- | ------ |
| # | Club        | G           | W           | G           | V           | V          | T          | Saldo      | Punten |
| 1 | SteDoCo     | 2           | 1           | 0           | 1           | 9          | 4          | +5         | 3      |
| 2 | VV DSE      | 2           | 1           | 0           | 1           | 3          | 2          | +1         | 3      |
| 3 | SV Smerdiek | 2           | 1           | 0           | 1           | 2          | 8          | −6         | 3      |

#### Tussenronde
| Datum      | Team                | Uitslag | Team             |
| ---------- | ------------------- | ------- | ---------------- |
| 24 oktober | SC Woezik           | 7 – 2   | CVV Zwervers     |
| 24 oktober | VV DSE              | 2 – 4   | EVV Eindhoven AV |
| 24 oktober | VV Heerenveen       | 4 – 0   | MSC              |
| 24 oktober | RKVV DSS (w.n.s.)   | 0 – 0   | SC Klarenbeek    |
| 24 oktober | SC Buitenveldert II | 6 – 0   | ONS Sneek        |
| 24 oktober | VV Maarssen         | 3 – 1   | Be Quick '28 II  |
| 24 oktober | ASV Wartburgia II   | 1 – 3   | FC Gelre         |
| 25 oktober | VV Amstenrade       | 2 – 1   | VV Bavel         |
| 25 oktober | SV Someren          | 1 – 0   | VV Baronie       |

#### 1e ronde
| Datum       | Team                    | Uitslag     | Team                    |
| ----------- | ----------------------- | ----------- | ----------------------- |
| 24 oktober  | S.V. Fortuna Wormerveer | 5 – 2       | RCL                     |
| 24 oktober  | ASV Wartburgia          | 1 – 0       | Jong ADO Den Haag       |
| 24 oktober  | Vv SSS (w.n.s.)         | 4 – 4       | Fortuna '54             |
| 24 oktober  | SteDoCo                 | 2 – 1       | Jong PEC Zwolle         |
| 24 oktober  | Ter Leede II            | 8 – 2       | VV IJzendijke           |
| 24 oktober  | Be Quick '28            | 3 – 2       | BVV Barendrecht         |
| 24 oktober  | SV Saestum              | 5 – 0       | RKSV Prinses Irene      |
| 24 oktober  | SV Venray               | 5 – 1       | HTC                     |
| 21 november | VV Maarssen             | 2 – 8       | SC Buitenveldert        |
| 21 november | RKVV DSS                | 9 – 0       | GSVV The Knickerbockers |
| 21 november | Ter Leede*              | Geannuleerd | VV Amstenrade           |
| 21 november | VIOD                    | 8 – 0       | SV Someren              |
| 21 november | SC Woezik (w.n.s.)      | 4 – 4       | EVV Eindhoven AV        |
| 21 november | FC Gelre                | 2 – 5       | DTS Ede                 |
| 21 november | SC Buitenveldert II     | 2 – 0       | Oranje Nassau Groningen |
| 21 november | RKHVV                   | 2 – 0       | VV Heerenveen           |
| 21 november | Odysseus '91            | 0 – 3       | RVVH                    |
| 21 november | Jong FC Twente          | 5 – 1       | RKSV Nuenen             |

#### 2e ronde
De negen winnaars van de eerste ronde kwamen tegen elkaar uit. De wedstrijden werden gespeeld op 10 en 19 december 2015.
| Datum       | Team                | Uitslag     | Team                     |
| ----------- | ------------------- | ----------- | ------------------------ |
| 10 december | SC Buitenveldert    | 3 – 1       | Be Quick '28             |
| 19 december | DTS Ede             | 5 – 2       | RKVV DSS                 |
| 19 december | Vv SSS (w.n.s.)     | 3 – 3       | SV Saestum               |
| 19 december | RKHVV               | 2 – 1       | SC Woezik                |
| 19 december | Ter Leede           | 11 – 0      | SV Venray                |
| 19 december | VIOD                | 0 – 2       | Jong FC Twente           |
| 19 december | SteDoCo             | Geannuleerd | S.V. Fortuna Wormerveer* |
| 19 december | SC Buitenveldert II | 3 – 1       | RVVH                     |
| 19 december | ASV Wartburgia      | 5 – 2       | Ter Leede II             |

#### Achtste finales
De negen winnaars van de tweede ronde en de zeven Eredivisie-teams kwamen tegen elkaar uit.
|                       |                |                                                           |                          |                                |
| 5 februari 2016 19:30 | Jong FC Twente | 0 – 1 (0 – 1)                                             | Ajax                     | Sportpark Slangenbeek, Hengelo |
| 5 februari 2016 19:30 |                | Wedstrijdverslag Jong FC Twente Wedstrijdverslag AFC Ajax | 45' Desiree van Lunteren | Sportpark Slangenbeek, Hengelo |

|                       |                     |                  |                                                                       |                                    |
| 6 februari 2016 13:00 | SC Buitenveldert II | 0 – 8 (0 – 5)    | FC Twente                                                             | Sportpark Buitenveldert, Amsterdam |
| 6 februari 2016 13:00 |                     | Wedstrijdverslag | Renate Jansen Ellen Jansen Jill Roord Kirsten van de Ven Ellen Jansen | Sportpark Buitenveldert, Amsterdam |

|                       |                                         |                  |                            |                           |
| 6 februari 2016 13:15 | RKHVV                                   | 4 – 2 (1 – 1)    | SC Telstar VVNH            | De Blauwenburcht, Huissen |
| 6 februari 2016 13:15 | Suus Daniëls Kelly de Poel Anne Maguire | Wedstrijdverslag | Lotte Hopman Katja Snoeijs | De Blauwenburcht, Huissen |

|                       |                          |                                       | |                                          |
| 6 februari 2016 14:30 | Vv SSS                   | 1 – 6 (1 – 2)                         | ADO Den Haag | SSS-terrein, Klaaswaal Toeschouwers: 200 |
| 6 februari 2016 14:30 | 44' Mandy van der Heiden | Wedstrijdverslag SSS Wedstrijdverslag | 9' Kirsten Koopmans 22' Pia Rijsdijk 47' Nadine Noordam 64' Lisanne Grimberg 75' Pia Rijsdijk 77' Lisanne Grimberg | SSS-terrein, Klaaswaal Toeschouwers: 200 |

|                       |                         |                  |                                                            |                             |
| 6 februari 2016 14:30 | S.V. Fortuna Wormerveer | 0 – 3 (0 – 2)    | PSV                                                        | Wateringcomplex, Wormerveer |
| 6 februari 2016 14:30 |                         | Wedstrijdverslag | Mauri van de Wetering Lucie Akkerman 89' Ibtissam Bouharat | Wateringcomplex, Wormerveer |

|                       |                 |                                                        |            |                                                                  |
| 6 februari 2016 15:00 | Ter Leede       | 1 – 0 (1 – 0)                                          | PEC Zwolle | Sportpark De Roodemolen, Sassenheim Scheidsrechter: S.C. Calvert |
| 6 februari 2016 15:00 | 12' Kitty Susan | Wedstrijdverslag Ter Leede Wedstrijdverslag PEC Zwolle |            | Sportpark De Roodemolen, Sassenheim Scheidsrechter: S.C. Calvert |

|                       |                                                                   |                  |                 |                          |
| 6 februari 2016 15:00 | DTS Ede                                                           | 3 – 1 (2 – 0)    | ASV Wartburgia  | Sportpark Inschoten, Ede |
| 6 februari 2016 15:00 | 9' Marianne van Brummelen 43' Gera op den Kelder 90' Eveline Zech | Wedstrijdverslag | 86' Wienie Blom | Sportpark Inschoten, Ede |

|                       |                  |                                    |               |                                    |
| 6 februari 2016 16:00 | SC Buitenveldert | 0 – 0 (0 – 0) Buitenveldert w.n.s. | sc Heerenveen | Sportpark Buitenveldert, Amsterdam |
| 6 februari 2016 16:00 |                  |                                    |               | Sportpark Buitenveldert, Amsterdam |

#### Kwartfinales
De acht winnaars van de achtste finales kwamen tegen elkaar uit.
|               |                           |                  |                                                             |                                     |
| 12 maart 2016 | Ter Leede                 | 2 – 4 (0 – 3)    | PSV                                                         | Sportpark De Roodemolen, Sassenheim |
| 12 maart 2016 | Jill Wilmot Jara Feenstra | Wedstrijdverslag | 15' Nadia Coolen Kim Mourmans Nadia Coolen Jeslynn Kuijpers | Sportpark De Roodemolen, Sassenheim |

|               |                     |                  |                                       |                          |
| 12 maart 2016 | DTS Ede             | 1 – 2 (1 – 1)    | SC Buitenveldert                      | Sportpark Inschoten, Ede |
| 12 maart 2016 | 35' Joelle de Bondt | Wedstrijdverslag | 32' Lizzy Bermudez 48' Sanne van Beek | Sportpark Inschoten, Ede |

|               |                           |                        | |                           |
| 12 maart 2016 | RKHVV                     | 1 – 6 (1 – 1)          | ADO Den Haag | De Blauwenburcht, Huissen |
| 12 maart 2016 | 18' Michelle van der Laan | Wedstrijdverslag RKHVV | 23' Maartje Looijen 53' Kirsten Koopmans 56' Dominique Vugts Dominique Bruinenberg Marthe van Erk Dominique Bruinenberg | De Blauwenburcht, Huissen |

|               |                                                                         |                                                      |                                                   |                                |
| 13 maart 2016 | FC Twente                                                               | 1 – 1 (0 – 0, 1 – 1)                                 | Ajax                                              | Sportpark Slangenbeek, Hengelo |
| 13 maart 2016 | 88' Tashira Renfurm                                                     | Wedstrijdverslag FC Twente Wedstrijdverslag AFC Ajax | 54' Marlous Pieëte                                | Sportpark Slangenbeek, Hengelo |
| 13 maart 2016 | Strafschoppen                                                           |                                                      |                                                   | Sportpark Slangenbeek, Hengelo |
| 13 maart 2016 | Maud Roetgering Ellen Jansen Danique Kerkdijk Lenie Onzia Maayke Heuver | 3–4                                                  | Onbekend Chantal de Ridder Onbekend Tessel Middag | Sportpark Slangenbeek, Hengelo |

#### Halve finales
De vier winnaars van de kwartfinales kwamen tegen elkaar uit.
|                     | |                  |                      |                                  |
| 22 april 2016 19:30 | Ajax | 5 – 1 (1 – 0)    | PSV                  | Sportpark De Toekomst, Amsterdam |
| 22 april 2016 19:30 | 37' Tessel Middag 55' Marjolijn van den Bighelaar 65' Eshly Bakker 85' Mandy Versteegt 90+1' Tessel Middag | Wedstrijdverslag | 80' Sisca Folkertsma | Sportpark De Toekomst, Amsterdam |

|                     |                                                        |                  |                     |                           |
| 23 april 2016 18:30 | ADO Den Haag                                           | 3 – 1 (1 – 1)    | SC Buitenveldert    | Kyocera Stadion, Den Haag |
| 23 april 2016 18:30 | 16' Kirsten Koopmans 50' Pia Rijsdijk 89' Pia Rijsdijk | Wedstrijdverslag | 35' Lieselotte Weis | Kyocera Stadion, Den Haag |

#### Finale
De winnaars van de halve finales kwamen tegen elkaar uit. De winnaar van de eerst gelote halve finale werd als thuisspelend team in de finale aangemerkt. De finale werd op zaterdag 28 mei 2016 gespeeld in het Kyocera Stadion in Den Haag.
|                                     |      |                                                     |                                     |                                                                              |
| 28 mei 2016 19:00 Finale KNVB Beker | Ajax | 0 – 1 (0 – 1)                                       | ADO Den Haag                        | Kyocera Stadion, Den Haag Toeschouwers: 3.707 Scheidsrechter: Marije Deuring |
| 28 mei 2016 19:00 Finale KNVB Beker |      | Wedstrijdverslag ADO Den Haag Wedstrijdverslag Ajax | 42' Lineth Beerensteyn Pia Rijsdijk | Kyocera Stadion, Den Haag Toeschouwers: 3.707 Scheidsrechter: Marije Deuring |

| Ajax | ADO Den Haag |

| AFC Ajax       |    |                             |       |
|                |    |                             |       |
| GK             | 16 | Elixabete Sarasola          |       |
| RB             | 2  | Liza van der Most           | 71'   |
| CB             | 3  | Daphne Koster               |       |
| CB             | 4  | Merel van Dongen            |       |
| LB             | 5  | Petra Hogewoning            |       |
| CM             | 10 | Desiree van Lunteren        | 90+3' |
| CM             | 17 | Kelly Zeeman                |       |
| AM             | 23 | Inessa Kaagman              | 55'   |
| RW             | 9  | Mandy Versteegt             | 46'   |
| CF             | 12 | Eshly Bakker                |       |
| LW             | 18 | Marjolijn van den Bighelaar |       |
| Wisselspelers: |    |                             |       |
| GK             | 1  | Laura Du Ry                 |       |
| GK             | 22 | Paulina Quaye               |       |
| DF             | 20 | Vita van der Linden         |       |
| MF             | 8  | Tessel Middag               | 55'   |
| FW             | 7  | Marlous Pieëte              |       |
| FW             | 19 | Loïs Oudemast               | 71'   |
| FW             | 21 | Chantal de Ridder           | 46'   |
| Coach:         |    |                             |       |
| Ed Engelkes    |    |                             |       |

| ADO Den Haag   |    |                       |       |
|                |    |                       |       |
| GK             | 1  | Jennifer Vreugdenhil  |       |
| RB             | 2  | Yvette van der Veen   |       |
| CB             | 3  | Hélène Heemskerk      |       |
| CB             | 4  | Kim Dolstra           |       |
| LB             | 5  | Priscilla Mesker      |       |
| CM             | 6  | Dominique Bruinenberg |       |
| CM             | 8  | Michelle Vrieling     | 86'   |
| AM             | 10 | Lisanne Grimberg      |       |
| RW             | 7  | Lineth Beerensteyn    | 90+4' |
| CF             | 21 | Pia Rijsdijk          | 77'   |
| LW             | 11 | Kirsten Koopmans      |       |
| Wisselspelers: |    |                       |       |
| GK             | 22 | Isa Pothof            |       |
| DF             | –  | Onbekend              |       |
| MF             | 20 | Nadine Noordam        | 86'   |
| MF             | –  | Onbekend              |       |
| FW             | 12 | Jessie van Leeuwen    | 90+4' |
| FW             | 17 | Maartje Looijen       | 77'   |
| FW             | –  | Onbekend              |       |
| Coach:         |    |                       |       |
| Marcel Valk    |    |                       |       |

| KNVB Beker 2015/16     |
| ---------------------- |
| ADO Den Haag 3de titel |

### Statistieken

##### Doelpuntenmakers
* Vanaf de 1/8 finales
| #  | Naam                        | Club         | Goal |
| -- | --------------------------- | ------------ | ---- |
| 1. | Pia Rijsdijk                | ADO Den Haag | 4    |
| 2. | Ellen Jansen                | FC Twente    | 3    |
| 2. | Kirsten Koopmans            | ADO Den Haag | 3    |
| 3. | Dominique Bruinenberg       | ADO Den Haag | 2    |
| 3. | Nadia Coolen                | PSV          | 2    |
| 3. | Lisanne Grimberg            | ADO Den Haag | 2    |
| 3. | Renate Jansen               | FC Twente    | 2    |
| 3. | Tessel Middag               | Ajax         | 2    |
| 3. | Kelly van de Poel           | RKHVV        | 2    |
| 3. | Kirsten van de Ven          | FC Twente    | 2    |
| 4. | Lucie Akkerman              | PSV          | 1    |
| 4. | Eshly Bakker                | Ajax         | 1    |
| 4. | Lineth Beerensteyn          | ADO Den Haag | 1    |
| 4. | Marjolijn van den Bighelaar | Ajax         | 1    |

| #  | Naam                   | Club            | Goal |
| -- | ---------------------- | --------------- | ---- |
| 4. | Wienie Blom            | ASV Wartburgia  | 1    |
| 4. | Marianne van Brummelen | DTS Ede         | 1    |
| 4. | Ibtissam Bouharat      | PSV             | 1    |
| 4. | Suus Daniëls           | RKHVV           | 1    |
| 4. | Martha van Erk         | ADO Den Haag    | 1    |
| 4. | Jara Feenstra          | Ter Leede       | 1    |
| 4. | Sisca Folkertsma       | PSV             | 1    |
| 4. | Mandy van der Heiden   | SSS             | 1    |
| 4. | Lotte Hopman           | SC Telstar VVNH | 1    |
| 4. | Gera op den Kelder     | DTS Ede         | 1    |
| 4. | Jeslynn Kuijpers       | PSV             | 1    |
| 4. | Michelle van der Laan  | RKHVV           | 1    |
| 4. | Maartje Looijen        | ADO Den Haag    | 1    |
| 4. | Desiree van Lunteren   | Ajax            | 1    |

| #  | Naam                  | Club             | Goal |
| -- | --------------------- | ---------------- | ---- |
| 4. | Anne Maguire          | RKHVV            | 1    |
| 4. | Kim Mourmans          | PSV              | 1    |
| 4. | Nadine Noordam        | ADO Den Haag     | 1    |
| 4. | Marlous Pieëte        | Ajax             | 1    |
| 4. | Tashira Renfurm       | FC Twente        | 1    |
| 4. | Jill Roord            | FC Twente        | 1    |
| 4. | Katja Snoeijs         | SC Telstar VVNH  | 1    |
| 4. | Kitty Susan           | Ter Leede        | 1    |
| 4. | Mandy Versteegt       | Ajax             | 1    |
| 4. | Dominique Vugts       | ADO Den Haag     | 1    |
| 4. | Lieselotte Weis       | SC Buitenveldert | 1    |
| 4. | Mauri van de Wetering | PSV              | 1    |
| 4. | Jill Wilmot           | Ter Leede        | 1    |
| 4. | Eveline Zech          | DTS Ede          | 1    |

#### Deelnemers per ronde
Het aantal deelnemers per divisie per ronde is:
| Deelnemerscategorie | Groepsfase  | Tussenronde | 1e ronde    | 2e ronde   | Achtste finale | Kwartfinale | Halve finale | Finale      | Winnaar     |
| ------------------- | ----------- | ----------- | ----------- | ---------- | -------------- | ----------- | ------------ | ----------- | ----------- |
| Eredivisie          | 0bye        | 0bye        | 0bye        | 0bye       | 07 (43,8%)     | 04 (50,0%)  | 03 (75,0%)   | 02 (100,0%) | 01 (100,0%) |
| Topklasse           | 012 (13,8%) | 02 (11,2%)  | 011 (30,6%) | 07 (38,9%) | 06 (37,5%)     | 04 (50,0%)  | 01 (25,0%)   |             |             |
| Hoofdklasse         | 026 (29,9%) | 08 (44,4%)  | 019 (52,8%) | 09 (50,0%) | 03 (18,7%)     |             |              |             |             |
| Eerste klasse       | 049 (56,3%) | 08 (44,4%)  | 06 (16,6%)  | 02 (11,1%) |                |             |              |             |             |
| Totaal              | 87          | 18          | 36          | 18         | 16             | 8           | 4            | 2           | 1           |

## Districtsbekers Categorie A
| Datum               | Thuisclub            | uitslag     | Uitclub              |
| Kwartfinale         | Kwartfinale          | Kwartfinale | Kwartfinale          |
| ------------------- | -------------------- | ----------- | -------------------- |
|                     | VV Sint Annaparochie | -> t.z.t.   | Olde Veste '54       |
| 27 februari         | ACV                  | 3-0         | HZVV                 |
| 27 februari         | The Knickerbockers-2 | 4-2         | VV Sneek Wit Zwart   |
| 27 februari         | SC Stiens            | 3-0         | Heerenveense Boys    |
| Halve finale        |                      |             |                      |
| 26 maart            | VV Sint Annaparochie | 2-0         | The Knickerbockers-2 |
| 26 maart            | ACV                  | 2-2 wns     | SC Stiens            |
| Finale bij SC Joure |                      |             |                      |
| 04 juni             | SC Stiens            | 7-0         | VV Sint Annaparochie |

| Datum              | Thuisclub   | uitslag     | Uitclub       |
| Kwartfinale        | Kwartfinale | Kwartfinale | Kwartfinale   |
| ------------------ | ----------- | ----------- | ------------- |
| 27 februari        | ASC '62     | 4-3         | VDZ           |
| 27 februari        | AZSV        | 4-0         | HVV Tubantia  |
| 27 februari        | DTS Ede-2   | 3-0         | VV Witkampers |
| 02 maart           | VV Heino    | 0-5         | RKHVV-2       |
| Halve finale       |             |             |               |
| 26 maart           | DTS Ede-2   | 4-2         | RKHVV-2       |
| 28 maart           | AZSV        | 0-4         | ASC '62       |
| Finale bij ASC '62 |             |             |               |
| 16 mei             | ASC '62     | 5-3 nv      | DTS Ede-2     |

| Datum                    | Thuisclub    | uitslag     | Uitclub          |
| Kwartfinale              | Kwartfinale  | Kwartfinale | Kwartfinale      |
| ------------------------ | ------------ | ----------- | ---------------- |
| 22 maart                 | RKVV Velsen  | 2-2 wns     | ASV Wartburgia-3 |
| 26 maart                 | RKVV DSS-2   | 1-1wns      | SC 't Gooi       |
| 26 maart                 | FC Purmerend | 2-0         | SV Saestum-2     |
| 30 maart                 | IJFC         | 2-6         | Sporting '70     |
| Halve finale             |              |             |                  |
| 26 april                 | Sporting '70 | 14-0        | FC Purmerend     |
| 09 mei                   | RKVV DSS-2   | 3-2         | ASV Wartburgia-3 |
| Finale bij Legmeervogels |              |             |                  |
| 20 mei                   | Sporting '70 | 2-0         | RKVV DSS-2       |

| Datum                   | Thuisclub         | uitslag     | Uitclub           |
| Kwartfinale             | Kwartfinale       | Kwartfinale | Kwartfinale       |
| ----------------------- | ----------------- | ----------- | ----------------- |
| 12 december             | WVC               | 6-1 VV Lyra |                   |
| 12 december             | VV Zuidland       | 0-4         | BVV Barendrecht-2 |
| 19 december             | DSVP              | 1-2         | FC Rijnvogels     |
| 19 december             | VV UDO            | 0-3         | VV Rhoon          |
| Halve finale            |                   |             |                   |
| 06 februari             | BVV Barendrecht-2 | 1-4         | FC Rijnvogels     |
| 06 februari             | VV Rhoon          | 5-3         | WVC               |
| Finale bij VV Foreholte |                   |             |                   |
| 28 mei                  | FC Rijnvogels     | 4-0         | VV Rhoon          |

| Datum                     | Thuisclub      | uitslag     | Uitclub        |
| Kwartfinale               | Kwartfinale    | Kwartfinale | Kwartfinale    |
| ------------------------- | -------------- | ----------- | -------------- |
| 21 november               | SV Smerdiek    | 5-0         | OVV '67        |
| 21 november               | SV MZC '11     | 0-1         | RKVV Schijf    |
| 22 november               | VV Viola       | 1-8         | VV Beerse Boys |
| 22 november               | OJC Rosmalen   | 3-2         | VV DESK        |
| Halve finale              |                |             |                |
| 27 februari               | RKVV Schijf    | 2-2 wns     | SV Smerdiek    |
| 28 februari               | VV Beerse Boys | 2-0         | OJC Rosmalen   |
| Finale bij Vlijmense Boys |                |             |                |
| 21 mei                    | SV Smerdiek    | 5-2         | VV Beerse Boys |

| Datum                    | Thuisclub        | uitslag     | Uitclub         |
| Kwartfinale              | Kwartfinale      | Kwartfinale | Kwartfinale     |
| ------------------------ | ---------------- | ----------- | --------------- |
| 28 februari              | RKSV Bekkerveld  | 7-0         | SV Leveroy      |
| 28 februari              | DAW              | 1-1 wns     | Venlosche Boys  |
| 28 februari              | VV Nijnsel       | 1-4         | Rood-Wit '62    |
| 03 maart                 | VV Nooit Gedacht | 9-2         | UDI '19         |
| Halve finale             |                  |             |                 |
|                          | DAW              | -> t.z.t.   | RKSV Bekkerveld |
| 26 maart                 | VV Nooit Gedacht | 3-0         | Rood-Wit '62    |
| Finale bij SV Heythuysen |                  |             |                 |
| 22 mei                   | VV Nooit Gedacht | 4-1         | DAW             |